# Sherel Goodrich
Sherel Goodrich ( 1950) es un botánico y ecólogo estadounidense.
Es ecólogo, en el Ashley National Forest, Vernal, Utah; y especialista en Asteraceae de la Universidad de Utah, hasta retirase como profesor Distinguido Emérito.

## Algunas publicaciones
- stanley larson Welsh; sherel Goodrich. 1980. Miscellaneous Plant Novelties from Alaska, Nevada, and Utah. Great Basin Naturalist 40:78-88

### Libros
- stanley l. Welsh, nephi duane Atwood, sherel Goodrich, larry charles Higgins. 2007. A Utah Flora. 4ª ed. de Brigham Young Univ. 1.019 pp. ISBN 084252701X, ISBN 9780842527019

- sherel Goodrich. 1986. Vascular plants of the Desert Experimental Range, Millard County, Utah. General technical report INT 209, USDA Forest Service general technical report. Ed. USDA, Forest Service, Intermountain Forest & Range Experiment Sta. 72 pp.
- La abreviatura «Goodrich» se emplea para indicar a Sherel Goodrich como autoridad en la descripción y clasificación científica de los vegetales.[2]